# Mike Farrell (Leichtathlet)
Mike Farrell (eigentlich Michael Arthur Farrell; * 27. April 1933 in Sculcoates, Kingston upon Hull) ist ein ehemaliger britischer Mittelstreckenläufer, der sich auf die 800-Meter-Distanz spezialisiert hatte.
Bei den Olympischen Spielen 1956 in Melbourne wurde er Fünfter.
1958 wurde er für England startend bei den British Empire and Commonwealth Games in Cardiff Sechster über 880 Yards.
Seine persönliche Bestzeit von 1:48,6 min stellte er 1957 auf.